# Deborah Obunga
Deborah Brenda Atieno Obunga, née le 25 février 1990 à Nairobi, est une joueuse kényane de basket-ball évoluant au poste de meneuse.

## Carrière
Elle participe au championnat d'Afrique 2019 avec l'équipe du Kenya.
Elle évolue en club à Kenya Ports Authorty.